# المدرسة الأوروبية الدولية هو تشي منه
المدرسة الأوروبية الدولية هو تشي منه هي مدرسة دولية خاصة تقع في مدينة هو تشي منه، فيتنام.

## الروابط الخارجية
1. ↑  http://www.eishcmc.com, Campus and location on official webpage of EIS. نسخة محفوظة 31 يوليو 2016 على موقع واي باك مشين.

- Official website EUROPEAN International School HCMC
- Education Suisse Official website Education Suisse
- Official website Nobel Education Network